# Стівен Гуссон
Стівен Гуссон (англ. Stephen Goosson; 24 березня 1889 — 25 березня 1973) — американський художник-постановник і артдиректор.
Народився в Гренд-Репідс, штат Мічиган. Гуссон був архітектором в Детройті, перш ніж почати свою кар'єру в кіно як художник-постановник Льюїса Дж. Селзніка і корпорації Fox Film. Зрештою він був найнятий Columbia Pictures, де працював артдиректором 25 років. Гуссон виграв премію Американської кіноакадемії за найкращу роботу художника-постановника у фільмі Втрачений горизонт.
Гуссон помер від інсульту у Вудленд-Гіллзі, штат Каліфорнія.

## Вибрана фільмографія
- 1922: Вічний вогонь / The Eternal Flame
- 1922: Примітивний коханець / The Primitive Lover
- 1922: Олівер Твіст / Oliver Twist
- 1923: Без закону / Within the Law
- 1924: Морський яструб / The Sea Hawk
- 1927: Лакований хлопець / The Patent Leather Kid
- 1928: Поліцейський / The Cop
- 1928: Хмарочос / Skyscraper
- 1931: Небезпечна справа / A Dangerous Affair
- 1932: Американське божевілля
- 1933: Леді на один день / Lady for a Day
- 1936: Теодора божеволіє / Theodora Goes Wild
- 1937: Це трапилося в Голлівуді / It Happened in Hollywood
- 1948: Чорна стріла / The Black Arrow